# 1980-as Formula–1 holland nagydíj
A holland nagydíj volt az 1980-as Formula–1 világbajnokság tizenegyedik futama.

## Futam
| Helyezés | #  | Versenyző             | Csapat/Motor    | Körök | Idő/Kiesés oka      | Rajthely | Pontszám |
| -------- | -- | --------------------- | --------------- | ----- | ------------------- | -------- | -------- |
| 1        | 5  | Nelson Piquet         | Brabham-Ford    | 72    | 1:38:13,83          | 5        | 9        |
| 2        | 16 | René Arnoux           | Renault         | 72    | +12,93              | 1        | 6        |
| 3        | 26 | Jacques Laffite       | Ligier-Ford     | 72    | +13,43              | 6        | 4        |
| 4        | 28 | Carlos Reutemann      | Williams-Ford   | 72    | +15,29              | 3        | 3        |
| 5        | 3  | Jean-Pierre Jarier    | Tyrrell-Ford    | 72    | +1:00,02            | 17       | 2        |
| 6        | 8  | Alain Prost           | McLaren-Ford    | 72    | +1:22,62            | 18       | 1        |
| 7        | 2  | Gilles Villeneuve     | Ferrari         | 71    | +1 kör              | 7        |          |
| 8        | 11 | Mario Andretti        | Lotus-Ford      | 70    | Kifogyott üzemanyag | 10       |          |
| 9        | 1  | Jody Scheckter        | Ferrari         | 70    | +2 kör              | 12       |          |
| 10       | 9  | Marc Surer            | ATS-Ford        | 69    | +3 kör              | 20       |          |
| 11       | 27 | Alan Jones            | Williams-Ford   | 69    | +3 kör              | 4        |          |
| Kiesett  | 4  | Derek Daly            | Tyrrell-Ford    | 60    | Fék                 | 23       |          |
| Kiesett  | 23 | Bruno Giacomelli      | Alfa Romeo      | 58    | Baleset             | 8        |          |
| Kiesett  | 31 | Eddie Cheever         | Osella-Ford     | 38    | Motorhiba           | 19       |          |
| Kiesett  | 29 | Riccardo Patrese      | Arrows-Ford     | 29    | Motorhiba           | 14       |          |
| Kiesett  | 15 | Jean-Pierre Jabouille | Renault         | 23    | Meghajtás           | 2        |          |
| Kiesett  | 22 | Vittorio Brambilla    | Alfa Romeo      | 21    | Baleset             | 22       |          |
| Kiesett  | 41 | Geoff Lees            | Ensign-Ford     | 21    | Baleset             | 24       |          |
| Kiesett  | 7  | John Watson           | McLaren-Ford    | 18    | Motorhiba           | 9        |          |
| Kiesett  | 20 | Emerson Fittipaldi    | Fittipaldi-Ford | 16    | Fék                 | 21       |          |
| Kiesett  | 43 | Nigel Mansell         | Lotus-Ford      | 15    | Fék                 | 16       |          |
| Kiesett  | 12 | Elio de Angelis       | Lotus-Ford      | 2     | Baleset             | 11       |          |
| Kiesett  | 25 | Didier Pironi         | Ligier-Ford     | 2     | Baleset             | 15       |          |
| Kiesett  | 6  | Héctor Rebaque        | Brabham-Ford    | 1     | Váltó               | 13       |          |
| NK       | 50 | Rupert Keegan         | Williams-Ford   |       |                     |          |          |
| NK       | 14 | Jan Lammers           | Ensign-Ford     |       |                     |          |          |
| NK       | 30 | Mike Thackwell        | Arrows-Ford     |       |                     |          |          |
| NK       | 21 | Keke Rosberg          | Fittipaldi-Ford |       |                     |          |          |
| NK       | 30 | Jochen Mass           | Arrows-Ford     |       | Vezető betegsége    |          |          |

## Statisztikák
Vezető helyen:
- Alan Jones: 1 (1)
- René Arnoux: 1 (2)
- Jacques Laffite: 10 (3-12)
- Nelson Piquet: 60 (13-72)

Nelson Piquet 2. győzelme, René Arnoux 4. pole-pozíciója, 6. leggyorsabb köre.
- Brabham 22. győzelme.